# Sauzet (Gard)
Sauzet település Franciaországban, Gard megyében. Lakosainak száma 827 fő (2022. január 1.). Sauzet Boucoiran-et-Nozières, Brignon, Domessargues, Moussac, Saint-Chaptes és Saint-Geniès-de-Malgoirès községekkel határos.

## Népesség
A település népessége az elmúlt években az alábbi módon változott:
| Lakosok száma | 340  | 416  | 482  | 669  | 718  | 740  | 747  | 758  | 776  | 827  |
|               | 1968 | 1982 | 1990 | 2006 | 2013 | 2015 | 2017 | 2019 | 2020 | 2022 |